# Jaskinia Gombasecka
Jaskinia Gombasecka (słow. Gombasecká jaskyňa) – jaskinia krasowa na terenie Krasu Słowacko-Węgierskiego na Słowacji, udostępniona od 1955 r. do zwiedzania turystycznego.

## Położenie
Jaskinia jest położona 10 km na południe od Rożniawy, na lewym brzegu doliny rzeki Slaná, u zachodnich podnóży Płaskowyżu Silickiego. Leży na terenie katastralnym wsi Slavec. Jest częścią Silicko-Gombaseckiego podziemnego systemu hydrologicznego Czarnego Potoku (słow. Čierny potok), w skład którego wchodzi również Silicka Jaskinia Lodowa. Obecne (sztuczne) wejście do jaskini położone jest 11 m ponad Czarnym Wywierzyskiem (250 m n.p.m.).
Jaskinia Gombasecka i Silicka Jaskinia Lodowa wchodzą w skład jednego systemu hydrologicznego, ale dzieli je niezbadany dotąd fragment Czarnego Potoku. Odległość powietrzna między znanymi przestrzeniami obu jaskiń wynosi nadal około 3 km w poziomie i około 100 metrów w pionie.

## Geologia, morfologia
Jaskinia Gombasecka jest jaskinią typu wywierzyskowego, tj. taką, która posiada aktywny tok wodny, uwidoczniający się na powierzchni w postaci wywierzyska, które stało się drogą do odkrycia i eksploracji jaskini. Powstała w jasnych, tzw. wettersteinskich wapieniach, pochodzących ze środkowego triasu. Jej podziemne korytarze wytworzył wzdłuż starszych szczelin i pęknięć górotworu Czarny Potok (słow. Čierny potok) i jego dopływy. Jaskinia powstała w dwóch etapach ewolucyjnych, co wyraźnie uwidacznia się obecnie w postaci dwóch pięter korytarzy i sal. Posiada bogatą szatę naciekową. Słynie zwłaszcza z unikalnych, śnieżnobiałych, szklistych stalaktytów rurkowych, zwanych makaronami, sięgających długości 3 m, które kontrastują z czerwono-brunatną barwą ścian. Temperatura w jaskini wynosi 9 °C, zaś wilgotność 95-97%.

## Historia
Jaskinia została odkryta w 1951 r. przez grupę speleologów z Rożniawy (m.in. Ladislav Herényi, Viliam Rozložník i Štefan Roda). Sztucznym przekopem obniżyli oni poziom wody Czarnego Wywierzyska, by następnie osuszonym wypływem 21 listopada 1951 r. dostać się do wnętrza jaskini. Z całkowitej długości poznanych następnie korytarzy (1525 m) w dniu 15 maja 1955 r., kosztem pół miliona koron, udostępniono do zwiedzania 285 m. W roku 1968 Jaskinia Gombasecka jako pierwsza na Słowacji zaczęła być wykorzystywana do speleoterapii, jednak później działalność ta została zarzucona.

## Nowe odkrycia
Już w XXI w. postawiono hipotezę, że w Słowackim Krasie powinny występować starsze poziomy rozwoju, które powinny być pozostałościami paleolitycznych obiegów wody o niskim pH. Poziomy ten powinny znajdować się 50 - 80 m powyżej obecnego aktywnego cieku wodnego, co zostało potwierdzone w innych jaskiniach Słowackiego Krasu (np. w Jaskini Drienovskiej). Taki poziom był przedmiotem kilkuletnich poszukiwań.
Speleolodzy z Rożniawy, przy intensywnej współpracy Jozefa Hetesi, rozpoczęli badania pionowych szczelin, wybiegających w górę od toku Czarnego Potoku. 18 czerwca 2016 roku bracia Tomáš i Ľuboš Suchý wspięli się na starszy poziom, znajdujący się około 45 - 50 m nad Czarnym Potokiem, odkrywając system większych sal. Nowo odkryty, suchy poziom zawiera dużą liczbę niezwykłych form naciekowych. Oprócz tradycyjnych stalagmitów i stalaktytów, można tu znaleźć polewy naciekowe oraz nacieki heliktytowe, które rzadko występują w innych jaskiniach. Nie mniej ważne są też typowe dla jaskini Gombaseckiej cienkie i kruche stalaktyty rurkowe. Obecnie trwa proces mapowania i dokumentacji. Jest pewne, że nowo odkryte korytarze i sale przekroczą 500 metrów długości. Całkowita długość jaskini powinna przekraczać 2000 metrów, a Jaskinia Gombasecka powinna należeć do 25 najdłuższych jaskiń na Słowacji.

## Turystyka
Jaskinia Gombasecka jest najmniej licznie odwiedzaną słowacką jaskinią spośród tych, zarządzanych przez "Zarząd Jaskiń Słowackich" (Správa slovenských jaskýň): w latach 1996-2005 odwiedzało ją rocznie średnio ok. 14,6 tys. osób, natomiast w latach 2011-2019 rocznie średnio 10,8 tys.